# Phaonia
Phaonia este un gen de muște din familia Muscidae.

## Specii[1]
- Phaonia abasalis
- Phaonia abdita
- Phaonia aberrans
- Phaonia acerba
- Phaonia acrostichalis
- Phaonia adriani
- Phaonia advena
- Phaonia aeneiventris
- Phaonia aethiopica
- Phaonia aizuensis
- Phaonia alatavica
- Phaonia albocalyptrata
- Phaonia algida
- Phaonia alpicola
- Phaonia alpina
- Phaonia alticiella
- Phaonia alticola
- Phaonia amabilis
- Phaonia amamiensis
- Phaonia amicula
- Phaonia ampycocerca
- Phaonia amurensis
- Phaonia angelicae
- Phaonia angulicornis
- Phaonia angustifrons
- Phaonia angustifuscata
- Phaonia angustiprosternum
- Phaonia annulata
- Phaonia annulipes
- Phaonia anoctiluca
- Phaonia antennalis
- Phaonia antenniangusta
- Phaonia antennicrassa
- Phaonia apicalis
- Phaonia apicaloides
- Phaonia apicata
- Phaonia apicefemorata
- Phaonia arcuaticauda
- Phaonia argentifrons
- Phaonia arida
- Phaonia asiatica
- Phaonia asierrans
- Phaonia atkinsoni
- Phaonia atlanis
- Phaonia atriceps
- Phaonia atrochaeta
- Phaonia atrocitrea
- Phaonia atrocyanea
- Phaonia atronitens
- Phaonia aurantica
- Phaonia aurata
- Phaonia aurea
- Phaonia aureipollinosa
- Phaonia aureola
- Phaonia aureolicauda
- Phaonia aureolimaculata
- Phaonia aureolitarsis
- Phaonia aureoloides
- Phaonia auricoxa
- Phaonia axinoides
- Phaonia ayubiensis
- Phaonia azygos
- Phaonia bambusa
- Phaonia bambusella
- Phaonia baolini
- Phaonia basichaeta
- Phaonia basiseta
- Phaonia basisetosa
- Phaonia beizhenensis
- Phaonia bella
- Phaonia benjamini
- Phaonia benxiensis
- Phaonia berolinensis
- Phaonia biauriculata
- Phaonia bicolorantis
- Phaonia bidentata
- Phaonia bigoti
- Phaonia bipunctata
- Phaonia biseta
- Phaonia bitincta
- Phaonia bitrigona
- Phaonia blaesomera
- Phaonia boleticola
- Phaonia boliviana
- Phaonia brasiliensis
- Phaonia brendana
- Phaonia brevipalpata
- Phaonia breviplumosa
- Phaonia brevispina
- Phaonia bruneiaurea
- Phaonia brunneiabdomina
- Phaonia brunneipalpis
- Phaonia brunneivittis
- Phaonia bulbiclavula
- Phaonia bysia
- Phaonia caeruleicolor
- Phaonia caerulescens
- Phaonia californiensis
- Phaonia canaliculata
- Phaonia canariensis
- Phaonia candicans
- Phaonia canescens
- Phaonia carvalhoi
- Phaonia catharinensis
- Phaonia caudilata
- Phaonia cauta
- Phaonia cercoechinata
- Phaonia chalchica
- Phaonia chalcica
- Phaonia chalinata
- Phaonia changaica
- Phaonia changbaishanensis
- Phaonia chaoyangensis
- Phaonia chianshanensis
- Phaonia chilitica
- Phaonia chuanierrans
- Phaonia cilitibia
- Phaonia cincta
- Phaonia cineripollinosa
- Phaonia colbrani
- Phaonia compressipalpis
- Phaonia comta
- Phaonia consobrina
- Phaonia coquilletti
- Phaonia coriatlanis
- Phaonia costipennis
- Phaonia cothurnoloba
- Phaonia crassicauda
- Phaonia crassipalpis
- Phaonia cryptoista
- Phaonia curvata
- Phaonia curvicercalis
- Phaonia curvinervis
- Phaonia curvipes
- Phaonia curviseta
- Phaonia cuthbertsoni
- Phaonia czernyi
- Phaonia dahurica
- Phaonia datongensis
- Phaonia daxiongi
- Phaonia debiliaureola
- Phaonia debilifemoralis
- Phaonia debilis
- Phaonia decussata
- Phaonia decussatoides
- Phaonia deformicauda
- Phaonia deleta
- Phaonia dianierrans
- Phaonia dianxiia
- Phaonia diruta
- Phaonia disjuncta
- Phaonia dismagnicornis
- Phaonia dissimilis
- Phaonia dorsolineata
- Phaonia dorsolineatoides
- Phaonia dupliciseta
- Phaonia edwardsi
- Phaonia elongata
- Phaonia equatorialis
- Phaonia errans
- Phaonia erronea
- Phaonia exoleta
- Phaonia falleni
- Phaonia falsifuscicoxa
- Phaonia fangshanensis
- Phaonia fani
- Phaonia fanjingshana
- Phaonia fausta
- Phaonia feavivivida
- Phaonia femorata
- Phaonia fergusoni
- Phaonia fimbripeda
- Phaonia fissa
- Phaonia flaticerca
- Phaonia flava
- Phaonia flavescens
- Phaonia flavibasis
- Phaonia flavicauda
- Phaonia flavicornis
- Phaonia flavinota
- Phaonia flavitibia
- Phaonia flaviventris
- Phaonia flavomaculata
- Phaonia fraterna
- Phaonia freyana
- Phaonia fugax
- Phaonia fusca
- Phaonia fuscana
- Phaonia fuscata
- Phaonia fusciaurea
- Phaonia fuscicauda
- Phaonia fuscicoxa
- Phaonia fuscipalpis
- Phaonia fuscisquama
- Phaonia fuscitibia
- Phaonia fuscula
- Phaonia gallicola
- Phaonia ganshuensis
- Phaonia gergetica
- Phaonia gilgitensis
- Phaonia glauca
- Phaonia gobertii
- Phaonia gracilis
- Phaonia graciloides
- Phaonia grajauensis
- Phaonia grandaeva
- Phaonia grunini
- Phaonia guizhouensis
- Phaonia guizhournsis
- Phaonia gulianensis
- Phaonia guttiventris
- Phaonia hainanensis
- Phaonia halophila
- Phaonia halterata
- Phaonia hamiloba
- Phaonia harti
- Phaonia hebeta
- Phaonia heilongjiangensis
- Phaonia heilongshanensis
- Phaonia hellenia
- Phaonia helvitibia
- Phaonia hennigi
- Phaonia heteromma
- Phaonia himalaica
- Phaonia hirtifrons
- Phaonia hirtiorbitalis
- Phaonia hirtirostris
- Phaonia hirtitibia
- Phaonia hohuanshanensis
- Phaonia hokkaidensis
- Phaonia holcocerca
- Phaonia honshuensis
- Phaonia horii
- Phaonia houghii
- Phaonia huanrenensis
- Phaonia hucketti
- Phaonia hugonis
- Phaonia hunza
- Phaonia hybrida
- Phaonia hydrocharis
- Phaonia hystricosternita
- Phaonia ilamensis
- Phaonia imitatrix
- Phaonia impura
- Phaonia inenarrabilis
- Phaonia insetitibia
- Phaonia insularis
- Phaonia interfrontalis
- Phaonia iozen
- Phaonia irkutensis
- Phaonia ishizuchiensis
- Phaonia jagedaqiensis
- Phaonia jamaicensis
- Phaonia japonica
- Phaonia jaroschewskii
- Phaonia jilinensis
- Phaonia jinbeiensis
- Phaonia jiulongensis
- Phaonia jugorum
- Phaonia kaala
- Phaonia kagaensis
- Phaonia kagannensis
- Phaonia kambaitiana
- Phaonia kamchatkensis
- Phaonia kanoi
- Phaonia kashmirensis
- Phaonia kaszabi
- Phaonia katoi
- Phaonia khumbuensis
- Phaonia khunjerabensis
- Phaonia kirghizorum
- Phaonia klinostoichas
- Phaonia kobica
- Phaonia kowarzii
- Phaonia kuankuoshuiensis
- Phaonia kugleri
- Phaonia labidosternita
- Phaonia laeta
- Phaonia lalashanensis
- Phaonia lamellata
- Phaonia lamellicauda
- Phaonia laminidenta
- Phaonia latecostata
- Phaonia laticornis
- Phaonia laticrassa
- Phaonia latifrons
- Phaonia latifrontalis
- Phaonia latimargina
- Phaonia latinervis
- Phaonia latipalpis
- Phaonia latipennis
- Phaonia latipullatoides
- Phaonia latistriata
- Phaonia leichopodosa
- Phaonia lentiginosa
- Phaonia lepelleyi
- Phaonia leptocorax
- Phaonia liaoshiensis
- Phaonia liliputa
- Phaonia limbinervis
- Phaonia linnigii
- Phaonia lithuanica
- Phaonia longicornis
- Phaonia longifurca
- Phaonia longipalpis
- Phaonia longiplumosa
- Phaonia lucidula
- Phaonia luculenta
- Phaonia luculentimacula
- Phaonia lugubris
- Phaonia lushuiensis
- Phaonia luteipes
- Phaonia luteovittata
- Phaonia lutescens
- Phaonia machadoi
- Phaonia macroomata
- Phaonia macrostemma
- Phaonia maculiaureata
- Phaonia maculierrans
- Phaonia maculosa
- Phaonia magnicornis
- Phaonia magnipalpis
- Phaonia major
- Phaonia majuscula
- Phaonia malaiseana
- Phaonia malaisei
- Phaonia malayana
- Phaonia maowenensis
- Phaonia marakandensis
- Phaonia marginata
- Phaonia marylandica
- Phaonia mediterranea
- Phaonia meigeni
- Phaonia mengi
- Phaonia mengshanensis
- Phaonia metallica
- Phaonia mexala
- Phaonia mexicana
- Phaonia microthelis
- Phaonia mimerrans
- Phaonia mimincana
- Phaonia mimoaureola
- Phaonia mimobitrigona
- Phaonia mimocandicans
- Phaonia mimofausta
- Phaonia mimopalpata
- Phaonia mimotenuiseta
- Phaonia mimovivida
- Phaonia minuscula
- Phaonia minuta
- Phaonia minutiungula
- Phaonia minutivillana
- Phaonia mogii
- Phaonia mongolica
- Phaonia monochaeta
- Phaonia montana
- Phaonia monticola
- Phaonia musashinensis
- Phaonia muscinoides
- Phaonia mystica
- Phaonia mysticoides
- Phaonia nakanishii
- Phaonia nana
- Phaonia nasiglobata
- Phaonia naticerca
- Phaonia neglecta
- Phaonia nepenthincola
- Phaonia nervicincta
- Phaonia niger
- Phaonia nigeritegula
- Phaonia nigerrima
- Phaonia nigricans
- Phaonia nigricauda
- Phaonia nigricorpus
- Phaonia nigricoxa
- Phaonia nigrierrans
- Phaonia nigrifuscicoxa
- Phaonia nigrigenis
- Phaonia nigripennis
- Phaonia nigrirostrata
- Phaonia nigrisquamma
- Phaonia nigriventris
- Phaonia nigrivillana
- Phaonia nigrocincta
- Phaonia nigrogeniculata
- Phaonia ningwuensis
- Phaonia ningxiaensis
- Phaonia nitidula
- Phaonia nititerga
- Phaonia noctiluca
- Phaonia notofusca
- Phaonia nudiseta
- Phaonia nuditarsis
- Phaonia nymphaearum
- Phaonia obscurinervis
- Phaonia obsoleta
- Phaonia ocellaris
- Phaonia ommatina
- Phaonia ontakensis
- Phaonia opalina
- Phaonia orientalis
- Phaonia oxystoma
- Phaonia oxystomodes
- Phaonia pallida
- Phaonia pallidisquama
- Phaonia pallidosa
- Phaonia pallidula
- Phaonia palpata
- Phaonia papillaria
- Phaonia paradecussata
- Phaonia paradisia
- Phaonia paradisincola
- Phaonia parallelifrons
- Phaonia pardiungula
- Phaonia parviceps
- Phaonia patersoni
- Phaonia pattalocerca
- Phaonia paucispina
- Phaonia pendleburyi
- Phaonia pennifuscata
- Phaonia perdita
- Phaonia peregrina
- Phaonia peregrinans
- Phaonia perfida
- Phaonia picealis
- Phaonia pilosipennis
- Phaonia planipalpis
- Phaonia platysurstylus
- Phaonia plaumanni
- Phaonia plurivittata
- Phaonia ponti
- Phaonia portschinskyi
- Phaonia praedatoria
- Phaonia praesuturalis
- Phaonia pratensis
- Phaonia prisca
- Phaonia profugax
- Phaonia proocellata
- Phaonia protrusa
- Phaonia protuberans
- Phaonia proxima
- Phaonia pseuderrans
- Phaonia pseudofuscata
- Phaonia pseudomystica
- Phaonia pterospila
- Phaonia pudoa
- Phaonia pullata
- Phaonia pulvillata
- Phaonia punctinerva
- Phaonia punctinervis
- Phaonia punctipennis
- Phaonia punoensis
- Phaonia pura
- Phaonia pusilla
- Phaonia qingheensis
- Phaonia qinshuiensis
- Phaonia quercus
- Phaonia quieta
- Phaonia reclusa
- Phaonia recta
- Phaonia rectinervis
- Phaonia redactata
- Phaonia reflecta
- Phaonia regalis
- Phaonia reniformis
- Phaonia reversa
- Phaonia rhodesi
- Phaonia ripara
- Phaonia robusta
- Phaonia rossica
- Phaonia rubriventris
- Phaonia rufibasis
- Phaonia rufifrons
- Phaonia rufipalpis
- Phaonia rufitarsis
- Phaonia rufiventris
- Phaonia rufivulgaris
- Phaonia rugia
- Phaonia ryukyuensis
- Phaonia sagami
- Phaonia saltuosa
- Phaonia santoamarensis
- Phaonia sasakii
- Phaonia savonoskii
- Phaonia scotti
- Phaonia scutellata
- Phaonia semicarina
- Phaonia semilunara
- Phaonia semilunaroida
- Phaonia sensitarsis
- Phaonia septentrionalis
- Phaonia seriesetosa
- Phaonia serva
- Phaonia seticaudata
- Phaonia shaanxiensis
- Phaonia shannoni
- Phaonia shanxiensis
- Phaonia shubeiensis
- Phaonia shuierrans
- Phaonia sibirica
- Phaonia sichotensis
- Phaonia siebecki
- Phaonia similata
- Phaonia simplex
- Phaonia simulans
- Phaonia sinidecussata
- Phaonia sinierrans
- Phaonia sobriana
- Phaonia soccata
- Phaonia soratiensis
- Phaonia sordidisquama
- Phaonia sparsicilium
- Phaonia spinicauda
- Phaonia splendida
- Phaonia spuripilipes
- Phaonia stackelbergi
- Phaonia steinii
- Phaonia stenoparafacia
- Phaonia sternalis
- Phaonia striata
- Phaonia subapicalis
- Phaonia subaureola
- Phaonia subcandicans
- Phaonia subconsobrina
- Phaonia subdecussata
- Phaonia subemarginata
- Phaonia suberrans
- Phaonia subfausta
- Phaonia subfusca
- Phaonia subfuscinervis
- Phaonia sublatus
- Phaonia submontana
- Phaonia submystica
- Phaonia subnigra
- Phaonia subnigrisquama
- Phaonia subpalpata
- Phaonia subprofugax
- Phaonia subpullata
- Phaonia subscutellata
- Phaonia subsemilunara
- Phaonia subtenuiseta
- Phaonia subventa
- Phaonia subvivida
- Phaonia suecica
- Phaonia sumatrana
- Phaonia supernapica
- Phaonia suspiciosa
- Phaonia suturalis
- Phaonia sytschevskajae
- Phaonia szelenyii
- Phaonia tachinoides
- Phaonia taigensis
- Phaonia taiwanensis
- Phaonia taizipingga
- Phaonia tenebriona
- Phaonia tenuirostris
- Phaonia tenuiseta
- Phaonia tersa
- Phaonia tetragona
- Phaonia texensis
- Phaonia thomsoni
- Phaonia thudamensis
- Phaonia tianshanica
- Phaonia tiefii
- Phaonia tinctiscutaris
- Phaonia tipulivora
- Phaonia trichaeta
- Phaonia trigona
- Phaonia trigonota
- Phaonia trimaculata
- Phaonia triseriata
- Phaonia trispila
- Phaonia tristriolata
- Phaonia trivialis
- Phaonia trypetiformis
- Phaonia tuberosurstyla
- Phaonia tuguriorum
- Phaonia umbrinervis
- Phaonia uniseriata
- Phaonia unispina
- Phaonia univittata
- Phaonia ussuriensis
- Phaonia wahlbergi
- Phaonia valida
- Phaonia varians
- Phaonia varicolor
- Phaonia venicurva
- Phaonia veniesetosa
- Phaonia wenshuiensis
- Phaonia versicolor
- Phaonia whiteheadi
- Phaonia vichelseni
- Phaonia vidua
- Phaonia vietnamensis
- Phaonia villana
- Phaonia villiscutellata
- Phaonia winnemanae
- Phaonia virgata
- Phaonia vittihorax
- Phaonia vivida
- Phaonia vividiformis
- Phaonia vockerothi
- Phaonia vulgaris
- Phaonia vulgata
- Phaonia xanthofemina
- Phaonia xanthopleura
- Phaonia xanthosoma
- Phaonia xianensis
- Phaonia xiangningensis
- Phaonia xihuaensis
- Phaonia xingxianensis
- Phaonia xuei
- Phaonia yaeyamensis
- Phaonia yaluensis
- Phaonia yanggaoensis
- Phaonia yei
- Phaonia yinggeensis
- Phaonia youyuensis
- Phaonia yuishanensis
- Phaonia zhangyeensis
- Phaonia zhejianga
- Phaonia zhelochovtsevi
- Phaonia zinovjevi
- Phaonia zugmayeriae